# Utbildning i Frankrike
Utbildning i Frankrike är starkt centraliserad, liksom mycket annat i Frankrike, och obligatorisk för alla barn i åldrarna 6-16 år. För 3-6-åringarna finns frivillig förskoleverksamhet. Sekundärutbildningen är uppdelad i collège och lycée. Skolplikt infördes den 28 mars 1882.
I de flesta delarna löper läsåret från början av september till början av juli. De flesta har slutat skolåret den 14 juli, Frankrikes nationaldag. Till exempel pågick läsåret 2005/2006 2 september 2005-4 juli 2006.